# Schlacht von Chalchuapa

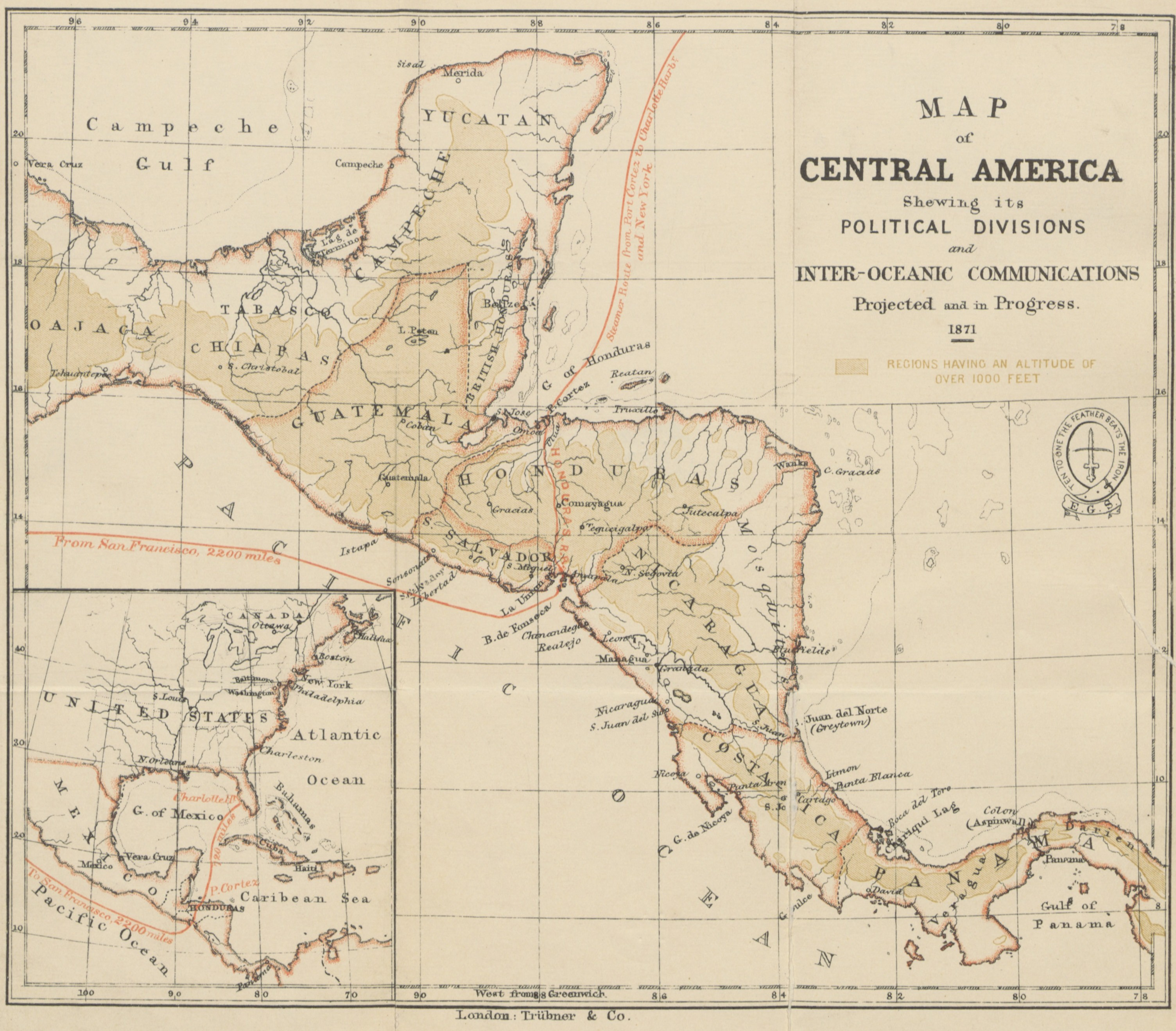
1871 map of Central America showing its political divisions

Die Schlacht von Chalchuapa fand am 1. und 2. April 1885 in der Umgebung von Chalchuapa/El Salvador zwischen Einheiten der guatemaltekischen und der salvadorianischen Armee statt. Nach dem Tod des guatemaltekischen Staatspräsidenten und Oberkommandierenden General Justo Rufino Barrios zogen sich seine Truppen nach Guatemala zurück. Es war der letzte militärische Versuch, die 1840 aufgelöste Zentralamerikanische Föderation wieder zu errichten.

## Geschichte

### Der Feldzug von 1885
Anfang 1885 entschloss sich der liberale guatemaltekische Caudillo Barrios, die Zentralamerikanische Föderation mit militärischer Gewalt wieder zu errichten. Er verfolgte dieses seit Beginn seiner Herrschaft und hatte die guatemaltekische Armee zur stärksten und am besten ausgerüsteten Mittelamerikas ausgebaut, unter anderem durch die Gründung der Militärakademie Escuela Politécnica 1873 und den Ankauf modernster Waffen. Darunter befanden sich sechs „enorme“ Krupp-Geschütze, von denen fünf nach den zentralamerikanischen Staaten Guatemala, El Salvador, Honduras, Nicaragua und Costa Rica und das sechste als „R. Barrios“ nach ihm selbst benannt waren.
Am 28. Februar 1885 erließ Barrios ein Dekret, in dem er die Vereinigung aller fünf zentralamerikanischer Staaten zu einer Republik verkündete und sich bis zum Erreichen dieses Ziels selbst zum Obersten Militär-Kommandeur Zentralamerikas („Supremo Jefe Militar de Centroamérica“) ernannte. Die Erklärung war allerdings in keiner Weise mit den Staatspräsidenten der vier übrigen Republiken abgesprochen worden. Seine Vorbilder für die gewaltsame politische Einigung Zentralamerikas waren die Preußen Helmuth von Moltke und Otto von Bismarck und die Italiener Camillo Cavour und Giuseppe Garibaldi.
Barrios undiplomatisches Vorgehen führte zum Abfall des mit ihm verbündeten liberalen Präsidenten El Salvadors, Rafael Zaldívar, der daraufhin um diplomatischen Beistand von Mexiko und den Vereinigten Staaten gegen Barrios nachsuchte. Das mit Guatemala weiterhin verbündete Honduras mobilisierte seine Truppen wie auch Nicaragua und Costa Rica, deren Regierungen Barrios Plan ablehnten. Obwohl Mexiko und die USA diplomatischen Druck auf Barrios ausübten und Mexiko sogar Truppen an der guatemaltekischen Westgrenze mobilisierte, entschloss sich Barrios zu einem Feldzug, der als „Campaña de 1885“ in die guatemaltekische Militärgeschichte einging.

### Der Einmarsch in El Salvador, Schlacht von El Coco
Barrios mobilisierte für den Feldzug insgesamt rund 14.500 Mann in folgender Gliederung:
- Oberkommandierender (general en jefe): General Justo Rufino Barrios
- Generalstabschef: Feldmarschall José Victor Zavala.

- Generalstab: Ein General, zwei Obristen, drei Oberstleutnante, ein Major, zwei Attachés sowie Dr. Rafael Meza als Sekretär

- Vorhut aus Exil-Salvadorianern und einer Abteilung (cuerpo) Pioniere

- Bataillon der Nationalen der Hauptstadt Guatemala-Stadt
- Division Palencia
- Bataillon Escuintla
- Bataillon Amatitlán
- Division Mataquescuintla und Santa Rosa
- Bataillon Canales
- Bataillon Jutiapa
- Bataillon Chiquimula
- Bataillon Cobán
- Bataillon Agustin Acasaguastlán
- Bataillon Jalapa, Oberst Antonio Girón
- Bataillon Zacapa
- Salvadorianisches Bataillon

- 1 Artilleriebrigade, bestehend aus 1 Feldbatterie mit 7,5-cm-Krupp-Geschützen, 1 Feldbatterie 6,0-cm-Krupp-Gebirgsgeschützen sowie 1 Feldbatterie Hotchkiss 3,7-cm-Revolvergeschützen, Kommandeur Oberst Emilio Bruandet, Hauptmann der französischen Armee.

- Nachhut: Ehrengarde (Guardia de Honor)

Eine nicht näher bezifferte Einheit aus Exil-Nicaraguanern schiffte sich in San José de Guatemala auf dem Dampfer Saint John ein, um sich in Honduras mit den dortigen verbündeten Truppen unter General Luis Bográn zu vereinigen.
Die salvadorianische Armee setzte sich zusammen aus:
- Einer Division, bestehend aus sieben Brigaden, gegen die Westgrenze unter General Adán Mora
- Zwei Brigaden gegen die honduranische Grenze unter den Generalen Andrés Van-Severén und Jesús Parilla
- Einer Kolonne im Osten unter Oberst Lisandro Letona.

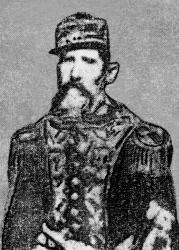
Florencio Xatruch 2

Auf salvadorianischer Seite wurden auch 600 Exil-Guatemalteken mobilisiert. Nicaragua mobilisierte ein Kontingent von 1000 Mann unter dem Kommando von General Florencio Xatruch, einem Veteranen der Kämpfe gegen den Filibuster William Walker in den 1850er Jahren. Costa Rica stellte ein Kontingent in Stärke von 3000 Mann auf, das allerdings aufgrund des Verlaufs der Schlacht genauso wenig zum Einsatz kam wie die Truppen von Honduras und Nicaragua.
Am 30. März 1885 kam es unmittelbar hinter der guatemaltekisch-salvadorianischen bei der Hazienda El Coco zu einer ersten Schlacht zwischen beiden Parteien, in denen die auf zwei- bis dreitausend Mann starke salvadorianische Armee in ihren Schützengräben durch die guatemaltekisch Artillerie und Infanterieangriffe vertrieben wurde.

### Die Schlacht
Erstes strategisches Ziel Barrios war die Einnahme von Chalchuapa, um von dort aus die Verbindung nach Santa Ana zu unterbinden. Am 31. März rückte das guatemaltekische Hauptkontingent auf die Stadt zu. Barrios erkundete persönlich von einer Anhöhe aus die Umgebung der Stadt, um sich einen Überblick über die geographische Situation zu verschaffen.
Am 1. April griffen die guatemaltekischen Truppen die auf rund 5000 Mann geschätzten Salvadorianer unter General Mora in ihren Stellungen an. Erneut wurden die Salvadorianer durch die starke guatemaltekische Artillerie geschwächt. Die salvadorianische Artillerie, die durch den französischen Hauptmann und salvadorianischen Oberst Alberto Toufflet kommandiert wurde, hatte dem kaum etwas gegenüberzusetzen; ganz offensichtlich fiel Toufflet bereits an diesem ersten Schlachttag.
Am 2. April gegen 6.00 Uhr griffen sechs guatemaltekische Kolonnen von Norden und Osten her die Stadt an. Die 3. Kolonne bestand aus dem 800 Mann starken Bataillon Jalapa unter der Führung von Oberst Antonio Girón. Ihr Ziel war das sogenannte Weiße Haus (Casa Blanca), ein älteres Gebäude, das früher eine Schnapsfabrik beherbergt hatte und nun stark befestigt war. Insgesamt wurden zum Angriff rund 4800 Mann angesetzt. Als Reserve dienten rund 2300 Mann, darunter die Ehrengarde.

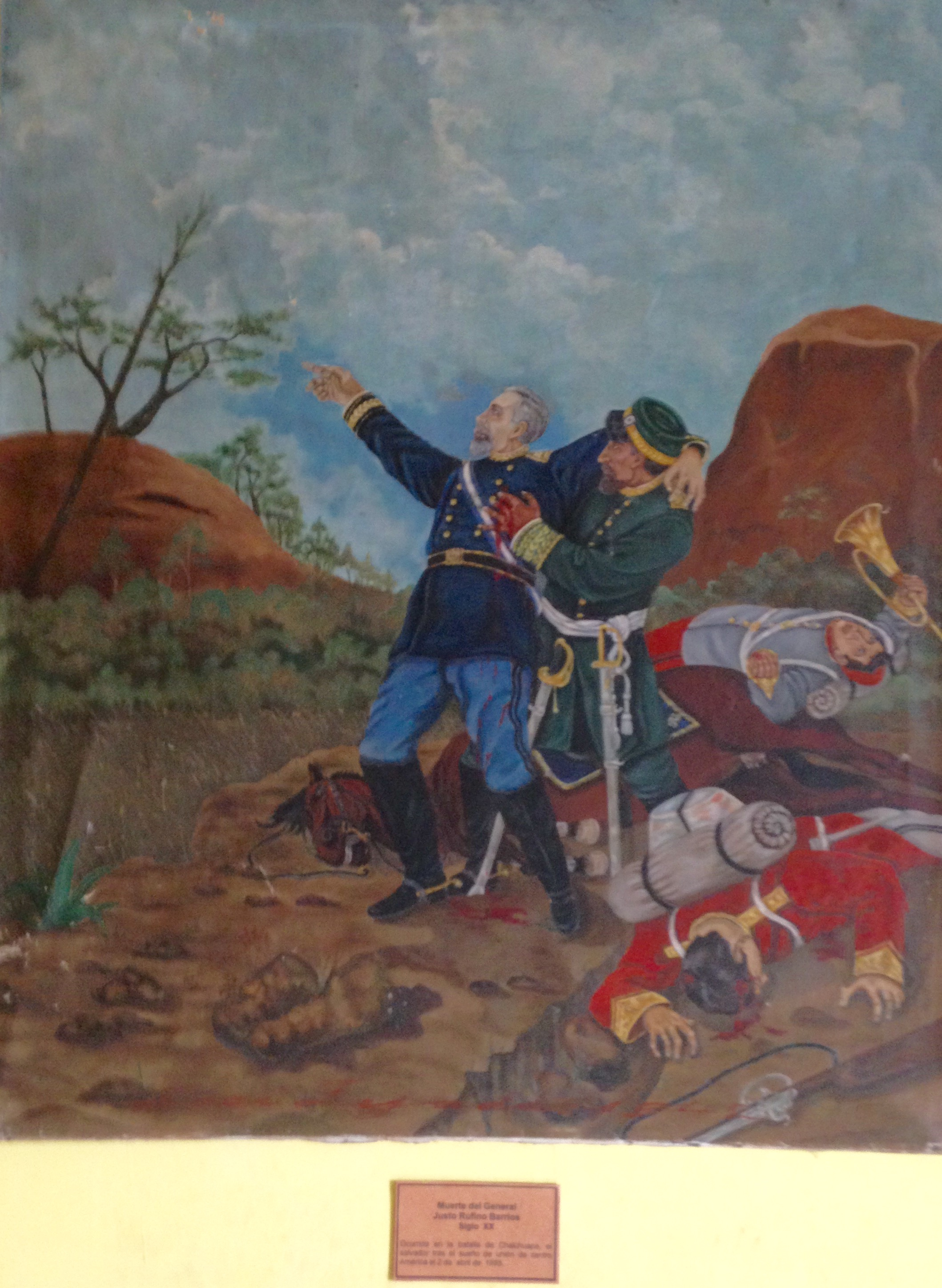
MuerteBarrios1885

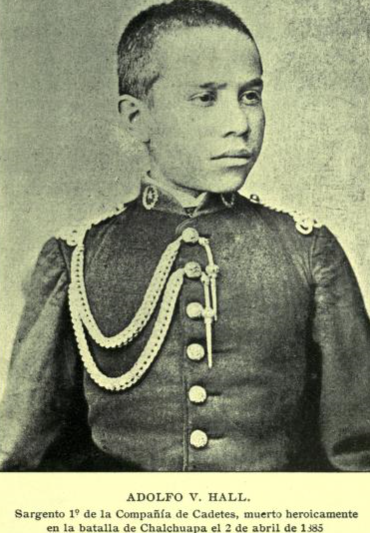
AdolfoVHall1885

Offenbar gegen 08.00h meldete sich bei Barrios Oberstleutnant Claudio Avila. Er übermittelte eine Meldung von Oberst Girón, dass das Jalapa-Bataillon sich weigerte, weiter zu kämpfen. Daraufhin ritt Barrios zum Bataillon und übernahm entgegen dem Ratschlag von Generalstabs-Oberst Andrés Tellez persönlich das Kommando. Tellez befürchtete, dass die Übernahme des Kommandos die Gesamtführung der Schlacht beeinträchtigen könnte. Offenbar herrschte im Bataillon ein Mangel an Offizieren bzw. Offizieren, die bereit waren, den Angriff zu führen, jedenfalls ernannte Barrios den Führer der Kadettenkompanie Adolfo Hall zum Oberst, um ebenfalls das Bataillon zu führen Hall führte den Angriff des Bataillons weiter, fiel aber offenbar kurz nach Übernahme durch eine Kanonenkugel.
Barrios, der eine auffällige weiße Stute ritt und dadurch gut sichtbar war, wurde nach offizieller Darstellung durch einen salvadorianischen Gewehrschuss ins Herz getroffen und starb sofort. Obwohl die anwesenden Offizieren versuchten, den Tod des Oberbefehlshabers vor den Truppen geheim zu halten, verbreitete sich die Nachricht offenbar in kurzer Zeit unter allen Einheiten, und obwohl einige Generale bereit waren, die Schlacht weiterzuführen, musste diese abgebrochen werden, da die Truppen moralisch niedergeschlagen waren.
Die Todesumstände von Barrios wurden von dem Historiker Beltranea Sinibaldi hinterfragt, der entgegen der offiziellen Darstellung die These vertrat, dass Barrios von Angehörigen des Bataillons Jalapa aus dem Hinterhalt erschossen wurde.

### Ergebnisse
Der Rückzug der guatemaltekischen Truppen wurde von den offenbar schwer angeschlagenen salvadorianischen Einheiten nicht ausgenutzt, die in ihren Stellungen verblieben. Gesicherte Verlustzahlen beider Seiten liegen offenbar nicht vor.
Da mit Barrios nicht nur der militärische Oberbefehlshaber, sondern auch der politische Führer der zentralamerikanischen Einheitsbewegung ausgefallen war, wurde von seinen politischen und militärischen Nachfolgern kein Versuch unternommen, erneut durch einen Feldzug eine Zwangsvereinigung der fünf Republiken zu erreichen.

## Erinnerungskultur

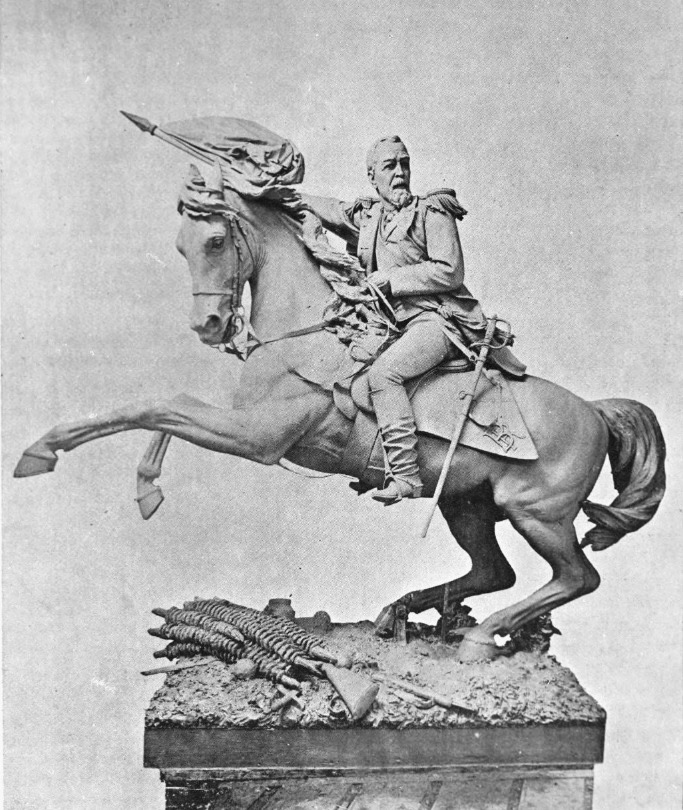
Monumentobarrios

In Guatemala-Stadt erinnert ein Denkmal von Barrios an die Schlacht, das ihn hoch zu Ross zeigt.
Um 1980 produzierten die guatemaltekischen Streitkräfte für das Fernsehen den Historienfilm La Batalla de Chalchuapa, in der Kadetten der Escuela Politécnica als Darsteller mitwirkten.